# Niemica (Malechowo)
Niemica (deutsch: Nemitz, Kreis Schlawe/Pommern) ist ein Dorf in der polnischen Woiwodschaft Westpommern. Es gehört zur Landgemeinde Malechowo (Malchow) im Kreis Sławno (Schlawe).

## Geographische Lage
Niemica liegt in einer flachwelligen Landschaft auf einer durchschnittlichen Höhe von 20 Metern über dem Meeresspiegel. Nach Osten und Süden hin wird das Gelände hügeliger und von dem an den Hängen bewaldeten Tal der Bielawa (Mühlenbach) durchschnitten.
Das Dorf liegt an der Landesstraße 6 (bis 1945: Reichsstraße 2, heute auch: Europastraße 28) Stettin–Danzig, 22 Kilometer östlich von Koszalin (Köslin) und 15 Kilometer südwestlich von Sławno (Schlawe). Im Ort zweigen die Straßen nach Grabowo (Martinshagen)–Dobiesław (Abtshagen), nach Bartolino (Bartlin)–Sulechowo (Groß Soltikow)–Polanów (Pollnow) und nach Kusice (Kuhtz)–Ratajki (Ratteick) ab. Die Bahnstation Wiekowo (Alt Wieck) an der Bahnstrecke Stargard Szczeciński–Gdańsk liegt sieben Kilometer weiter nördlich.
Niemica ist von den Nachbargemeinden Pękanino (Panknin) und Grabowo, Gorzyca (Göritz) und Malechowo, Sulechowo, Sierakowo Sławieńskie (Zirchow) und Kusice umgeben.

### Ortsgliederung vor 1945
Zur Gemeinde Nemitz gehörten die Ortschaften
1. Bartlin (polnisch: Bartolino), Bauerndorf an der Straße nach Groß Soltikow, ein altes Ramelsches Lehen, das 636 Hektar große Gut wurde 1929 aufgesiedelt, 1939 lebten hier 570 Einwohner
2. Bartliner Sägemühle mit Forsthaus Kuhtz (Kusiczki), zum Vorwerk Louisenhof der Gutsverwaltung Kuhtz gehörend, Mühle mit Forstarbeiterhäusern für Mitarbeiter der Gutsverwaltung
3. Louisenhof (Krzekoszewo), Vorwerk der von Schlieffenschen Gutsverwaltung Kuhtz, 1200 Meter östlich von Kuhtz gelegen, 349 Hektar groß. Letzte Eigentümerin: Jutta von Schlieffen (geb. von Zitzewitz), Witwe des Hans Nikolaus von Schlieffen.

## Ortsname
Der Ortsname kommt in Polen noch einmal als Niemica (Golczewo) im Powiat Kamieński vor und auch ein Flüsschen in der Westpommerschen Woiwodschaft trägt diesen Namen. In der deutschen Form Nemitz wird ebenfalls der Ort im Kreis Cammin bezeichnet, außerdem ein Dorf im niedersächsischen Wendland und ein Stadtteil von Stettin.
In beiden Sprachen wird der Name dabei abgeleitet vom slawischen njemen = „stumm“, polnisch = niemy. Daraus ist der Name Niemiec bzw. Niemcy für den „Deutschen“ bzw. „Deutschland“ entstanden, wobei man annimmt, dass das Dorf noch eine germanische Restsiedlung der vorwendischen Zeit war, denn die Wenden konnten sich in ihrer Sprache nicht mit den Dorfbewohnern verständigen: sie waren die „Stummen“, dann die „Deutschen“.

## Geschichte

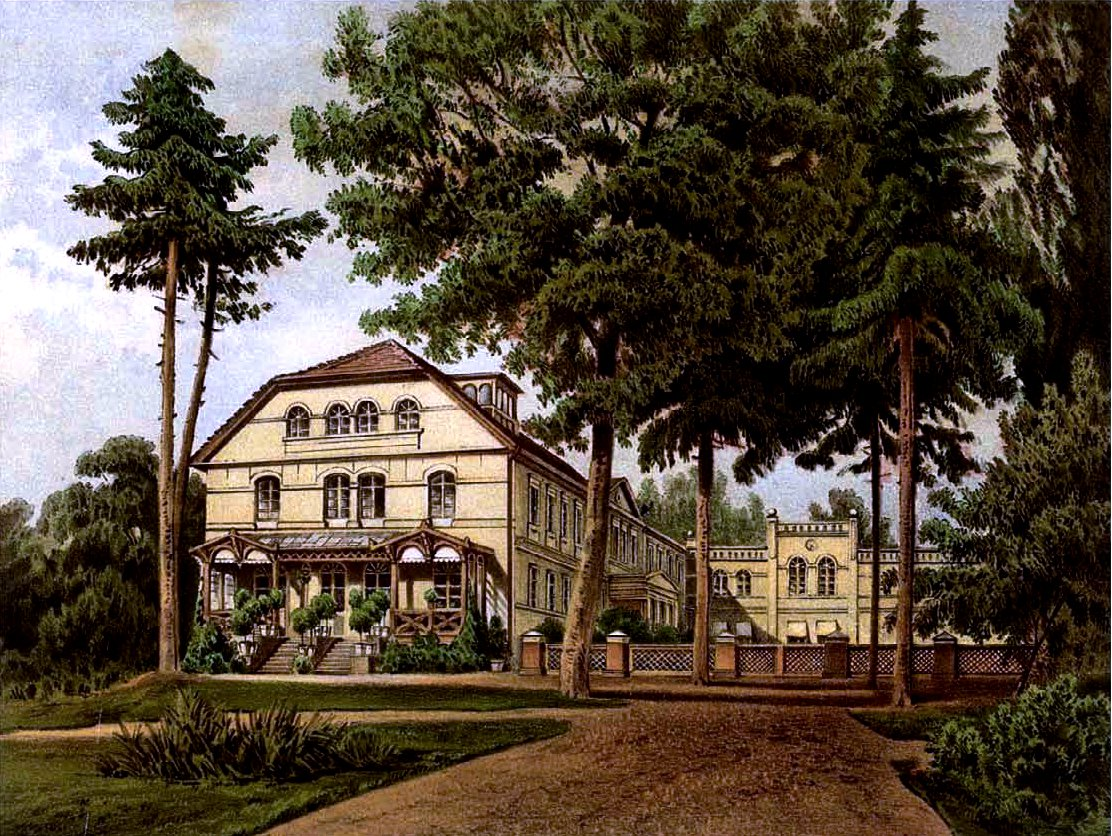
Schloss Nemitz um 1860, Sammlung Alexander Duncker

Dass Nemitz ein sehr alter Siedlungsgrund ist, zeigen zahlreiche vorgeschichtliche Funde. An der Landstraße nach Louisenhof (polnisch: Krzekoszewo) östlich des Tals des Mühlenbaches (Bielawa) erstreckte sich ein 400 Meter langes Gräberfeld aus der Bronze- und Eisenzeit. Nahe der Straße nach Panknin am Dorfende wurden zwei Steinkistengräber entdeckt.
Die erste überlieferte Erwähnung des Ortes stammt aus einer Urkunde, nach der ein Stefan von Nemitz, genannt Truchseß, im Jahre 1250 das Patronat der Kirche in Nemitz dem Kloster Buckow übertrug.
Schon früh war das Dorf ein Lehen derer von Ramel. 1409 unterschreibt Henning Ramele von der Nemetze den Sühnebrief des Henning Glasenapp von Manow an die Stadt Schlawe. 1628 werden Nemitz und Bartlin (Bartolino) unter Joachim von Ramele mit 69 Hufen angegeben. Die Familie Ramel war seinerzeit eine der bedeutendsten Familien im Land Schlawe und auch in den Dörfern Quatzow (Kwasowo), Wusterwitz (Ostrowiec), Leikow (Lejkowo), Soltikow und Kösternitz (Kościernica) belehnt.
Im Jahre 1715 geht Nemitz an den Hauptmann Jürgen Valentin von Kleist. Es blieb im Besitz dieser Familie, bis das Gut vor dem Ersten Weltkrieg von Georg von Kleist an Dubislaw von Natzmer verkauft wurde. 1930 wird dieses aufgesiedelt.
Im Jahre 1784 hat Nemitz: 1 Vorwerk, 1 Wassermühle, 1 Schneidemühle, 1 Schäferei, 1 Prediger-, 1 Küster- und 1 Predigerwitwenhaus, 5 Bauern, 4 Kossäten, 1 Krug und 1 Schmiede. Die Zahl der Einwohner beläuft sich 1818 auf 303, 1895 auf 286 und 1939 dann auf 653, wobei in dieser Zahl die Arbeitsdienstleistenden vom Lager Nemitz eingeschlossen sind.
Bis 1945 gehörte Nemitz mit Kuhtz, Leikow und Soltikow zum Amt Soltikow im Landkreis Schlawe i. Pom. im Regierungsbezirk Köslin der preußischen Provinz Pommern.
Diese Gemeinden und zusätzlich der Ort Söllnitz (Zielenica) waren auch zum Standesamt Soltikow vereinigt.
Am 1. März 1945 wurde Nemitz von russischen Truppen besetzt. Die einheimische Bevölkerung wurde in der Folgezeit vertrieben und der Ort wurde polnisch. Unter der Bezeichnung Niemica ist er heute ein Ortsteil der Gmina Malechowo im Powiat Sławieński der Woiwodschaft Westpommern.

## Persönlichkeiten: Söhne und Töchter des Ortes
- Anton von Kleist (1812–1886), Landrat des Schlawer Kreises von 1846 bis 1856.

## Kirche

### Kirchspiel Nemitz
Nemitz war vor 1945 der Sitz eines Pfarramtes und das Zentrum des nach ihm benannten Kirchspiels, zu dem die Orte Bartlin (Bartolino) und Kuhtz sowie die Filialgemeinde Klein Soltikow (Sulechówko) mit Groß Soltikow, Leikow, Söllnitz und Borkow (Borkowo) gehörten. Bereits in vorreformatorischer Zeit war Nemitz kirchlicher Zentralort, als nämlich der Camminer Bischof Hermann von Gleichen die Einwohner von Nemitz, Bartlin, Soltikow, Leikow, Borkow, Zirchow, Kuhtz und Panknin zu einer Parochie vereinigt.
Bis 1945 gehörte das Kirchspiel Nemitz zum Kirchenkreis Rügenwalde der Kirche der Altpreußischen Union. Die Einwohner waren fast ausnahmslos evangelischer Konfession. Die Zahl der Gemeindeglieder betrug im Jahre 1940 insgesamt 2183.
(Die Namen der Geistlichen bis 1945 siehe unter Dorfkirche Niemica).
Das Kirchenpatronat übertrug 1250 der Wende Stephan von Nemitz an das Kloster Buckow. Vor 1945 hatten die Gutsbesitzer der Kirchspieldörfer das Patronat inne: von Natzmer (Nemitz) und von Schlieffen (Klein Soltikow).
Die Kirchenbücher wurden seit 1647 geführt. Die noch heute vorhandenen Unterlagen werden im Staatsarchiv in Stettin, die der Filialgemeinde Klein Soltikow im Staatsarchiv Köslin aufbewahrt.
Heute ist das Dorf überwiegend katholisch und gehört zur Parafia Sulechówko (Klein Soltikow). Die evangelischen Gemeindeglieder betreut das Pfarramt in Koszalin (Köslin) in der Diözese Pommern-Großpolen der Evangelisch-Augsburgischen (d. h. lutherischen) Kirche in Polen.

### Pfarrkirche
Bis 1945 war das Nemitzer Gotteshaus evangelische Pfarrkirche. Seitdem ist sie katholische Filialkirche von Sulechówko und trägt den Namen „Mariä Himmelfahrt“.
In ihrer Grundstruktur dürfte die Nemitzer Kirche der älteste Kirchenbau im Land Schlawe sein: 1219 hat sie der Camminer Bischof Sigwin geweiht. Sie wurde mit Westturm massiv aus Ziegeln und Feldsteinfundamenten erbaut, später mehrfach aus- und umgebaut. Unter dem Patronat von Anton von Kleist wurde das Gotteshaus renoviert und mit einer Orgel ausgestattet. Die Inneneinrichtung der Kirche stammt aus dem 17. Jahrhundert.

## Schule
Mitte der 1920er Jahre wurde eine neue Schule in Nemitz gebaut. Sie umfasste zwei Klassenräume und zwei Lehrerwohnungen mit Garten und einem großen, eingezäunten Schulhof. Das Gebäude steht an der Straße nach Kuhtz (Kusice). Bereits 1819 wurde ein erstes Schulhaus im Pfarrgarten errichtet, das allerdings 1823 mit anderen Häusern abbrannte. 1824 konnte das Schulhaus neu errichtet werden.